# Boarmia gladstonei
Boarmia gladstonei är en fjärilsart som beskrevs av Louis Beethoven Prout 1922. Boarmia gladstonei ingår i släktet Boarmia och familjen mätare. Inga underarter finns listade i Catalogue of Life.